# Technische Universität für Bauwesen Bukarest
Die Technische Universität für Bauwesen Bukarest (rumänisch: Universitatea Tehnică de Construcții București,  kurz UTCB) ist eine im Jahre 1864 gegründete technische Universität in der rumänischen Hauptstadt Bukarest, mit knapp 10.000 Studenten und 300 wissenschaftlichen Angestellten in 7 Fakultäten.
Rektor der Universität ist Radu Văcăreanu.

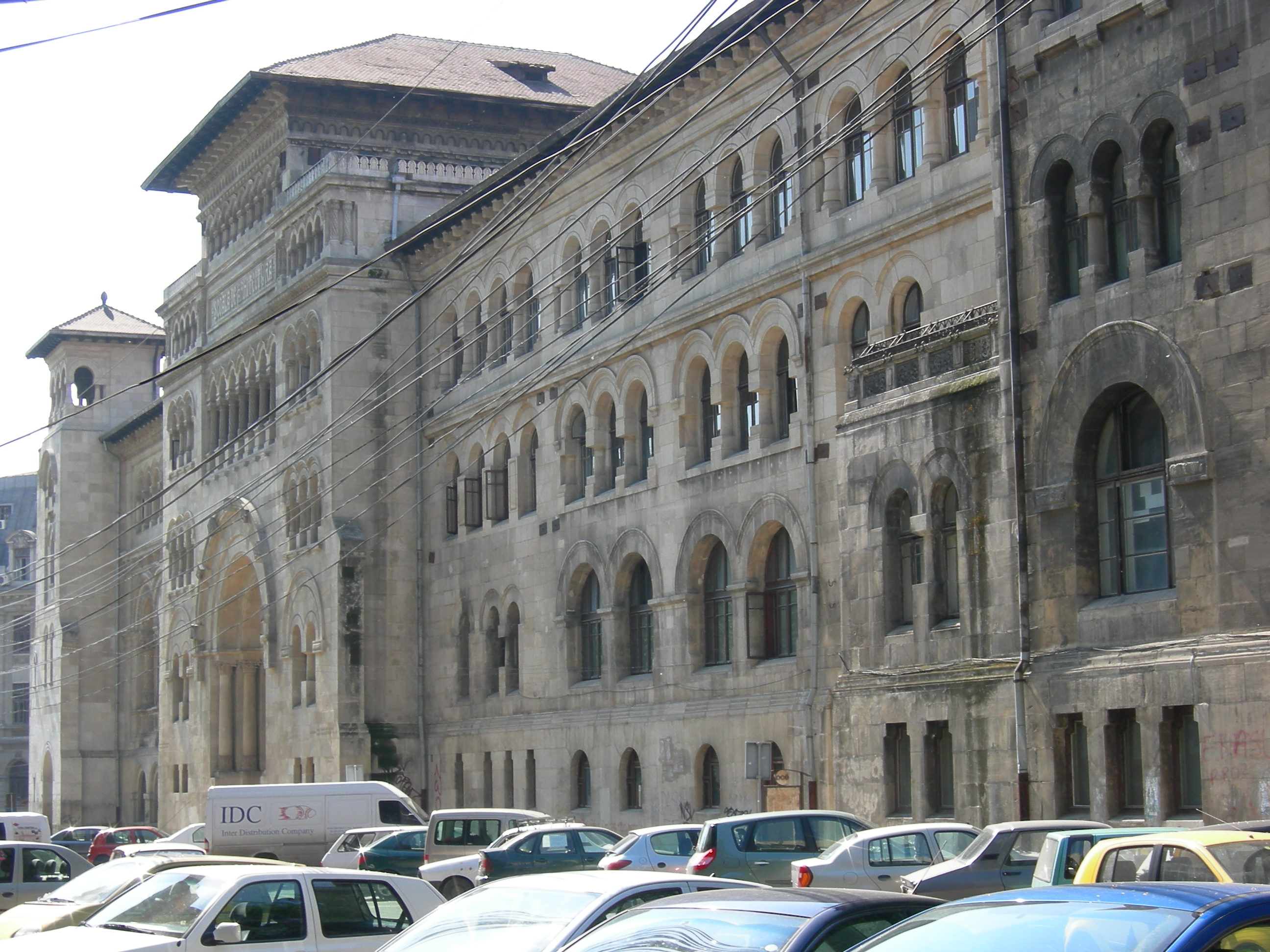
Fakultät für Architektur
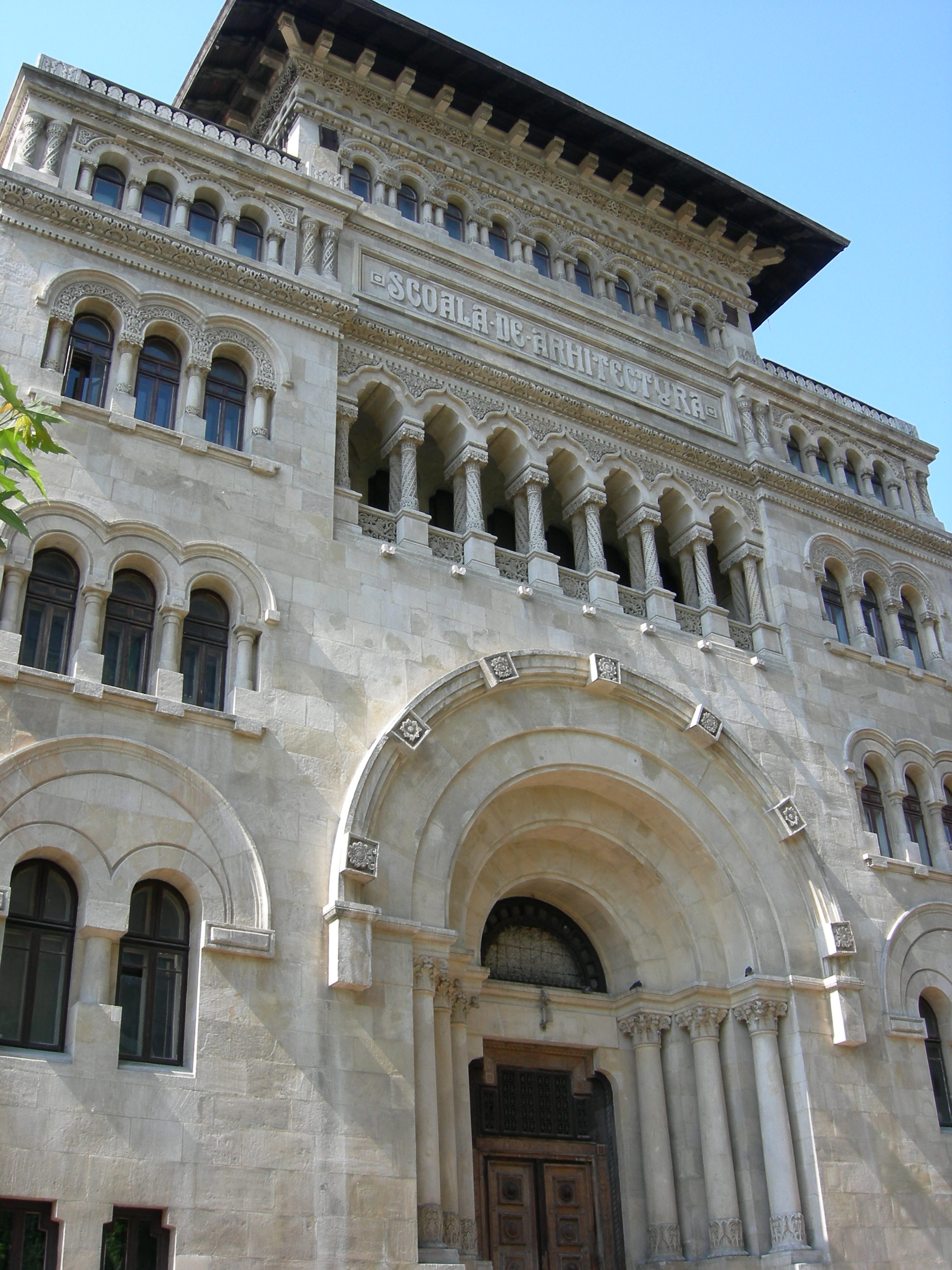
Fakultät für Architektur, Haupteingang